# Conostigmus depressus
Conostigmus depressus är en stekelart som beskrevs av Paul Dessart 1979. Conostigmus depressus ingår i släktet Conostigmus och familjen trefåresteklar. Inga underarter finns listade i Catalogue of Life.